# El Juli
Pour les articles homonymes, voir Julián López, López, Juli (homonymie) et Escobar.
Julián López Escobar dit « El Juli », né le 3 octobre 1982 à Madrid, est un matador espagnol.

## Biographie
Considéré comme l'un des meilleurs toreros du monde, fils d'un ancien novillero malchanceux qui perdit un œil en corrida, élève de l'école taurine de Madrid, « El Juli » combat son premier taureau le 2 juin 1991, à l'occasion de sa communion solennelle. Son sens du taureau et du temple, sa maîtrise technique hors pair, une allégresse sans équivalent caractérisent ce premier « Juli » qui fait courir les foules à partir de 1995 (il n'avait alors que 13 ans).
En 1997, du fait de son jeune âge qui lui interdit de toréer dans les arènes françaises et espagnoles, il s'expatrie au Mexique où il acquiert rapidement une grande célébrité. La corrida mexicaine, en raison de taureaux plus vifs, plus nobles et plus résistants que les taureaux européens, favorise le tercio de piques et le jeu de cape. Cette période mexicaine d'« El Juli » lui a donc permis d’acquérir un grand répertoire de passes de capes.
En outre, il a toujours été un grand poseur de banderilles.
« El Juli » prend l'alternative le 18 septembre 1998 à Nîmes, des mains de « Manzanares », en présence de José Ortega Cano.
Dès l'année suivant son alternative, « El Juli » accède, en compagnie de Enrique Ponce, aux sommets de l'Escalafón.
Le jeune prodige aimé qui enchantait les foules par son aisance enfantine et insolente, est aujourd'hui considéré comme l'un des grands maestros de sa génération, ouvrant la voie à une génération de jeunes toreros issus des écoles taurines, parmi lesquels les Français Juan Bautista et Sébastien Castella, caractérisés par une grande aisance et une grande culture technique.
En 2001, il suit Vincent Simon et accepte de donner son nom pour la cause des enfants du monde. Ainsi est créée à Mont-de-Marsan (Landes) la première peña à but humanitaire. Les bénéfices de sa bodega sont reversés à l'UNICEF et au Club Quetzal.
En 2003, il achète la ganadería « Toro de Taliga » (du nom de la vallée de l'Estrémadure) qui accueillait autrefois le bétail marqué du fer du maestro Paco Ojeda. Elle est inscrite à la UCTL depuis 2004 et s'appelle désormais « Ganaderia El Freixo ». D'origine Jandilla et Salvador Domecq, les taureaux du maestro profitent de grandes étendues et de la qualité des pâturages d'Olivenza. Cet élevage a été présenté pour la première fois en France le 7 mars 2010 dans les arènes de Magescq (Landes) en novillada non-piquée puis à Captieux (Gironde) quelques mois plus tard en novillada piquée.
En 2010, second de l'escalafón derrière le Fandi, il a toréé 77 corridas, coupé 144 oreilles et 2 queues.
Le 29 mars 2011 le prix Claude Popelin qui récompense le meilleur lidiador de la temporada française lui est décerné à l'unanimité. C'est la 3e fois qu'El Juli reçoit ce prix après 2005 et 2007.
El Juli est grièvement blessé vendredi 19 avril 2013 par un coup de corne à la cuisse droite lors du premier combat pendant la feria de Séville, provoquant une blessure de la veine fémorale.
En 2016, il reçoit la Médaille d'or du mérite des beaux-arts (Espagne).
En 2023, il met fin à sa carrière de torero. Il mène ses deux derniers combats, à Madrid le 30 septembre et Séville le 1er octobre.

## Engagement
Le matador est activement engagé dans la défense de la corrida. Son premier soutien important a été de créer une école taurine internationale en 2007 pour donner leur chance aux jeunes qui n'ont pas les moyens de financer leurs études de tauromachie. Les premiers élèves de cette école sont apparus en novillada en 2012 à Magescq.
El Juli s'est aussi engagé en Colombie aux côtés d'autres matadors qui défendent la cause de la corrida devant le président Juan Manuel Santos pour que soit annulée l'interdiction du maire de Bogotà désormais illégale.

## Carrière
- Présentation : 20 juillet 1995 à Mont-de-Marsan (Landes). Becerros de Martinez Elizondo.
- Débuts en novillada avec picadors : 16 mars 1997 à Texcoco (Mexique). Novillos de la ganadería de Santa Rosa de Lima.
- Présentation à Madrid : 13 septembre 1998.
- Alternative : 18 septembre 1998 à Nîmes (Gard). Taureau d'alternative : "Endiosado". Parrain « Manzanares », témoin José Ortega Cano. Taureaux de Daniel Ruiz.
- Confirmation d'alternative à Madrid : 17 mai 2000. Taureau d'alternative : "Pitanguito". Parrain Enrique Ponce, témoin Francisco Rivera Ordóñez. Taureaux de Samuel Flores.
- Premier de l’escalafón en 1999, 2000 et 2002.
- Retraite. Deux dernières corridas de sa carrière à Madrid et Séville les 30 septembre et 1er octobre 2023.

## Photos

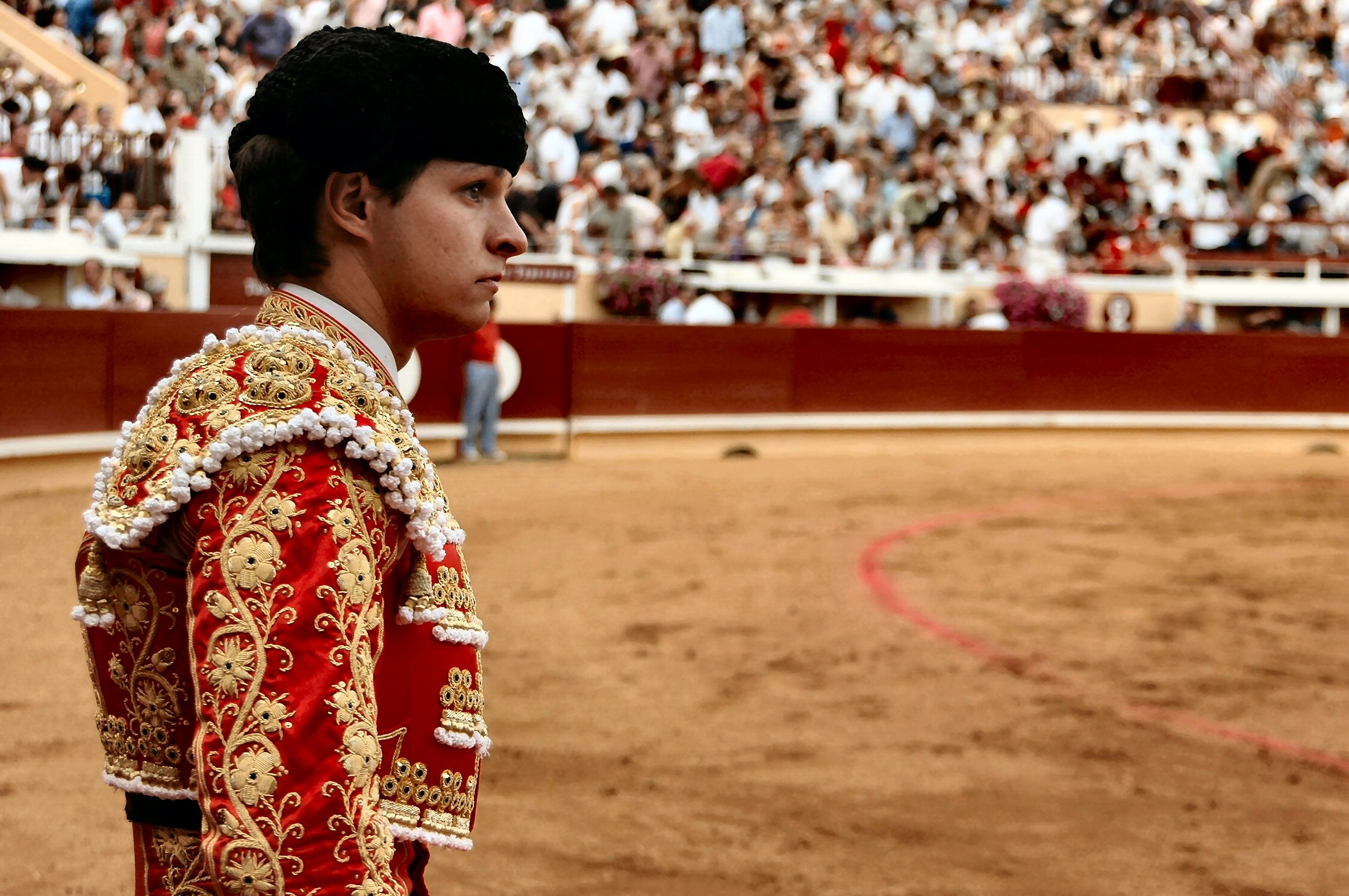
Bayonne Septembre 2004
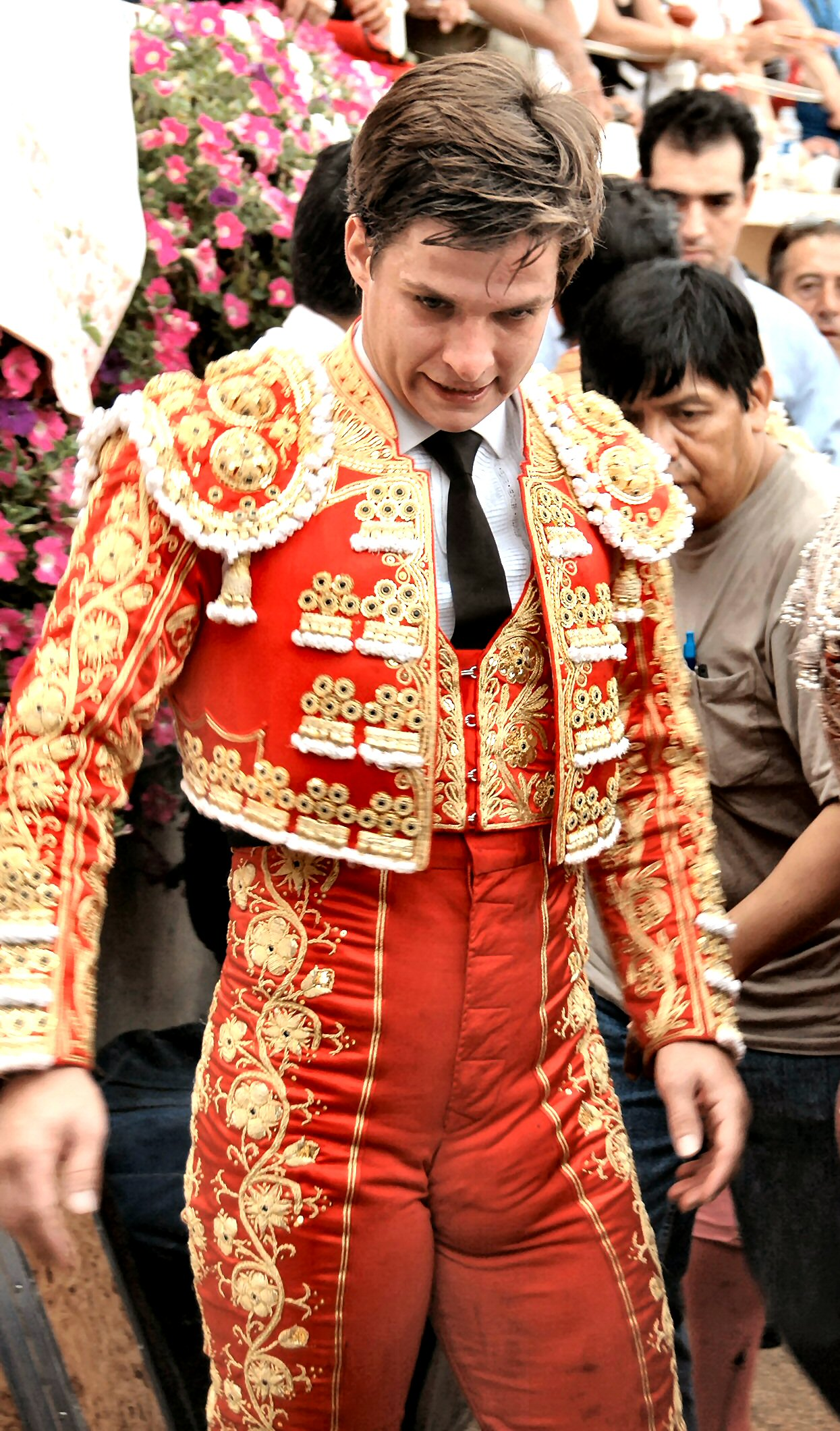
Bayonne Septembre 2004
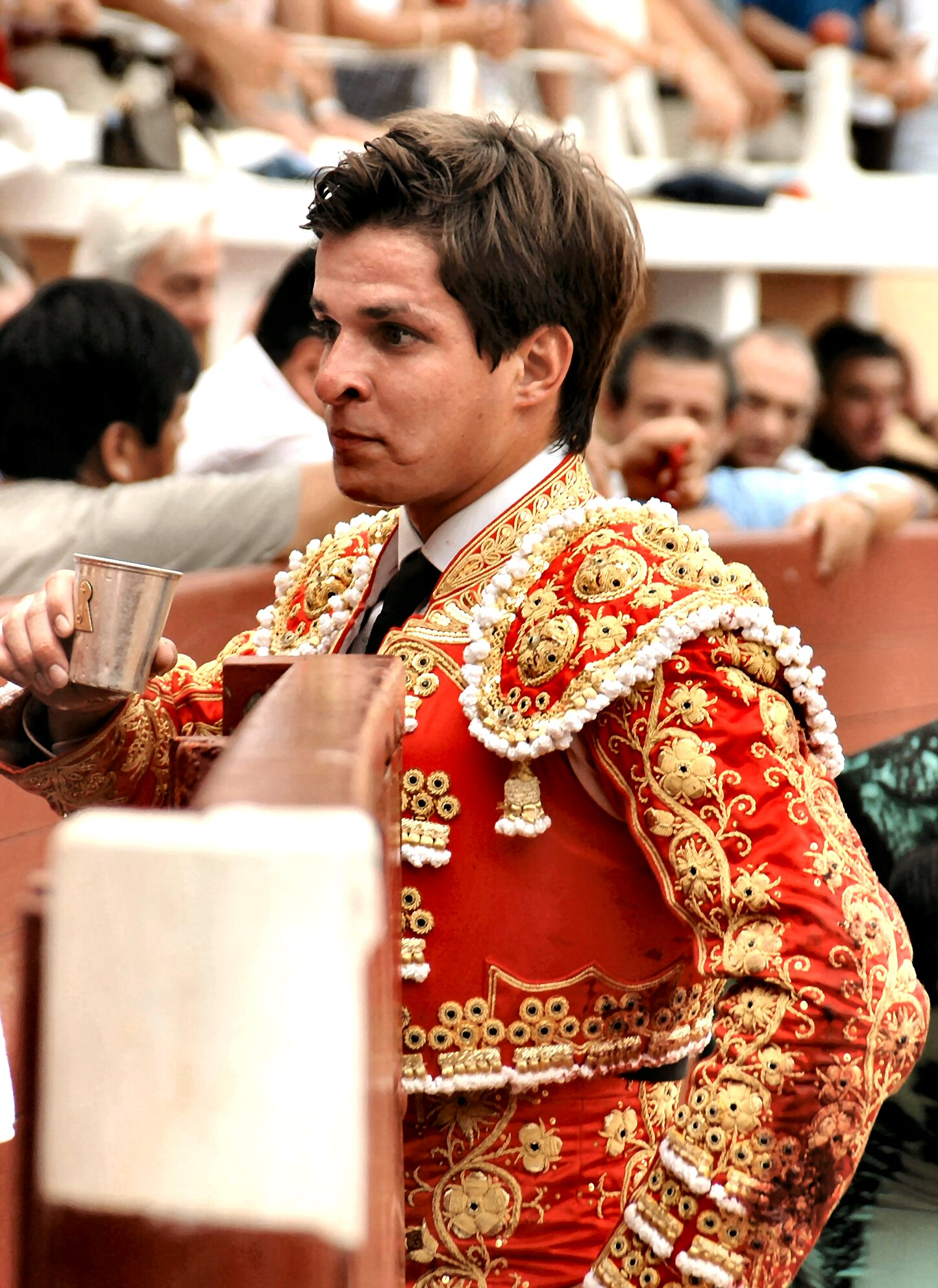
Bayonne Septembre 2004